# Miquel Apostoli
Miquel Apostoli (en llatí Michael, en grec Μιχαήλ) va ser un eclesiàstic grec romà d'Orient que va contribuir al renaixement de la cultura grega a Itàlia, on es va establir l'any 1440. Era amic íntim de Jordi Gemist Pletó i seguidor de la filosofia platònica, coses que van contribuir a ser ben rebut pel cardenal Bessarió. L'amistat no va durar gaire, i al cap d'un temps es va haver de retirar a Càndia (Creta) on es va dedicar a l'ensenyament i on va morir després del 1457, ja que aquell any va escriure un panegíric sobre l'emperador Frederic III del Sacre Imperi Romanogermànic.

## Obres
Les seves obres principals són:
- Una defensa de Plató contra Teodor Gaza.
- Menexenus, un diàleg sobre la Santíssima Trinitat, on discuteix si els jueus i els musulmans tenen raó en considerar un Déu únic o els cristians en creure en una Trinitat.
- Oratio consultoria ad Socerum sibi irascendum cum ad secundas transiret nuptius.
- Appellatio ad Constantinum Palaeologum ultimum Imperatorem.
- Oratio ad Ioannem Argyropulum.
- Epistolae XLV. Aquestes cartes són importants per conèixer els esdeveniments de la seva època.
- Oratio Panegyrica ad Fredericum III.
- Oratio Funebris in Laudem Bessarionis. Encara que el cardenal Bessarió no es va portar gaire bé amb Miquel, aquest li va dedicar una extraordinària oració fúnebre.
- Disceptatio adversus eos qui Occidentales Orientalibus superiores esse contendebant.
- De Figuris Grammaticis. Obra molt ben considerada per Lleó Al·laci.
- Un Diccionari etimològic.
- Ἰωνία (Violetes). Un recull de frases cèlebres de diversos personatges.
- Συναγωγὴ Παροιμιῶν. Conté 2.027 proverbis grecs, que van cridar immediatament l'atenció dels estudiosos de la literatura grega.[1]